# وزوو
کوه وزوو یا وزوویوس از معروف‌ترین آتشفشان‌های فعال ایتالیاست. این آتشفشان چینه‌ای در شرق ناپل قرار دارد و تنها آتشفشان اروپای قاره‌ای است که در صد سال اخیر فعال بوده‌است. آخرین فوران آن در سال ۱۹۴۴ رخ داد.
شهرت وزوو به دلیل تخریب شهرهای پمپیی، هرکولانیوم و نوکرانیوم و اوپلونتیس و استابیا است که در سال ۷۹ میلادی در لایه‌ای از خاکستر و گل فرو رفتند و تا امروز در همان وضعیت باستانی نگاهداری شده‌اند. این آتشفشان در طول هزاره‌های پیشین بارها فوران کرده‌است و به دلیل فوران‌های انفجاری و نیز جمعیت زیادی که در این محدوده زندگی می‌کنند، جزء خطرناک‌ترین آتشفشان‌ها می‌باشد.
وزوو که سال‌ها الهام‌بخش افسانه‌ها بوده‌است، از سال ۱۹۹۵ پارک ملی محسوب می‌شود.

## مشخصات جغرافیایی

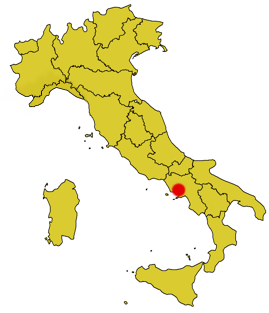
موقعیت کوه وزوو در نقشه ایتالیا

وزوو در کامپانیا، در جنوب رشته‌کوه آپنین و در شرق ناپل قرار دارد. این آتشفشان که ارتفاع آن ۱٬۲۸۱ متر است تنها آتشفشان اروپای قاره‌ای است که در صد سال اخیر فوران داشته‌است. دو آتشفشان فعال دیگر ایتالیا (اتنا و استرومبولی) در جزیرهٔ سیسیل واقع هستند.
وزوو آتشفشانی از گونهٔ چینه‌ای و و فوران‌های آن از نوع پلینیایی هستند. دهانهٔ عظیم این آتشفشان ۴۰۰ متر قطر و ۳۰۰ متر عمق دارد. این راه هم‌اکنون بسته است ولی تفتال تنها حدود ۱۰ کیلومتر با دهانهٔ آن فاصله دارد. با این که این آتشفشان مدتی است که فوران نمی‌کند، هنوز فعال است: سالانه حدود ۷۰۰ زمین‌لرزه در این ناحیه رخ می‌دهد و گازهایی از دهانهٔ آن خارج می‌شود. دانشمندان حفره تفتالی وزوو را حدود ۴۰۰ کیلومترمربع تخمین می‌زنند. به همین دلیل و با توجه به جمعیت زیاد شهرهای اطراف، این منطقه به‌طور دائم تحت نظر است.
دامنهٔ این کوه از گدازه‌های فوران‌های گذشته تشکیل شده‌است. گدازه‌های فوران سال ۱۹۴۴ هنوز به خوبی قابل رؤیت هستند و با گیاهان پوشیده نشده‌اند. در بخش‌های کم‌ارتفاع این دامنه‌ها، پوشش گیاهی به صورت تاکستان است.

## فوران سال ۷۹ میلادی

چگونگی پخش شدن ابرهای غبار و خاکستر پس از انفجار و مدفون شدن شهرها به زیر خاکستر.

این آتشفشان حدود ۲۵٬۰۰۰ سال سن دارد، و در طول تاریخ بارها به شدت‌های متفاوت فوران داشته‌است. فوران سال ۷۹ معروف‌ترین فوران وزوو است، که موجب تخریب شهرهای پمپیی، هرکولانیوم، اوپلونتیس و استابیا شد. پیش از این فوران، فعالیت‌های این آتشفشان برای چند صد سال، به زمین‌لرزه و خروج گاز محدود بود. ساکنان اطراف وزوو نیز به زمین‌لرزه‌های مکرر این مناطق عادت کرده بودند. به همین دلیل، هنگامی که این فعالیت‌های آتشفشان افزایش یافت، توجهی به آن‌ها نشد. همچنین، خشک شدن چاه‌ها و چشمه‌ها در اوایل ماه اوت ۷۹ نیز هشدار محسوب نشد. سرانجام، وزوو در ۲۴ اوت این سال فوران کرد.
این فوران در دو مرحله انجام شد و دو روز به طول انجامید. ابتدا، فورانی پلینیایی به مدت ۱۸ تا ۲۰ ساعت موجب بارش سنگ و خاکستر بر روی دامنهٔ جنوبی کوه کرد و شهر پمپیی را به زیر ۲٫۸ متر خاکستر فرو برد. آنگاه، فورانی دیگر از نوع پله‌ای رخ داد و بهمنی از توده‌های داغ گاز و خاکستر جوشان زمین‌های اطراف را در بر گرفت. این بهمن‌ها موجب خفگی و سوختگی افرادی شد که در شهرهای اطراف آتشفشان باقی‌مانده بودند، و این شهرها را به زیر لایه‌ای از خاکستر دفن کرد. شهرهای هرکولانوم و اوپلونتیس بیش‌ترین مقدار این بهمن‌ها را دریافت کردند.

### مشاهدات پلینی کوچک (پلینی کهتر)
پلینی پسر تنها شاهدی بود که این حادثه را در نامه‌ای به تاسیتوس در سال ۱۰۴ شرح می‌دهد. وی که به هنگام این انفجار ۱۷ سال داشت، یکی از بازماندگانی بود که فوران را از شهر میسنوم (به لاتین: Misenum) (در ۳۵ کیلومتری آتشفشان) مشاهده کرد. بنا به مشاهدات او، ستون دود و خاکستر این انفجار ۳۲ کیلومتر ارتفاع داشته‌است. او در مشاهدات خود نوشته است که این ابر غبار و خاکستر پس از مدتی از دامنهٔ کوه به سمت پایین سرازیر شده و همه چیز را در خود فرو برد. امروزه می‌دانیم که این ابر بهمنی بوده‌است از توده‌های داغ گاز و خاکستر جوشان؛ به همان گونه که در فوران‌های پلینیایی شایع است. با توجه به مشاهدات انجام‌شده، زمین‌شناسان بر این باورند که دمای این بهمن هنگامی که شهرهای اطراف آتشفشان را دربر گرفت بین ۲۴۰ تا ۳۶۰ درجهٔ سلسیوس بوده‌است. به این ترتیب، دمای ابر خاکستر پس از انفجار حدود ۸۵۰ درجهٔ سلسیوس تخمین زده می‌شود.
علاوه بر این، پلینی پسر زمین‌لرزه‌های شدیدی را در حین فوران توصیف می‌کند. او همچنین ذکر می‌کند که بارش خاکستر در شهر میسنوم به قدری بوده‌است که مردم ناگزیر به ترک فوری آن شده‌اند. خورشید نیز کاملاً توسط ابر خاکستر پوشیده شد، به‌طوری‌که هوا در وسط روز به تاریکی شب بود. او همچنین عقب‌نشینی آب دریا و وقوع یک سونامی را شرح می‌دهد.

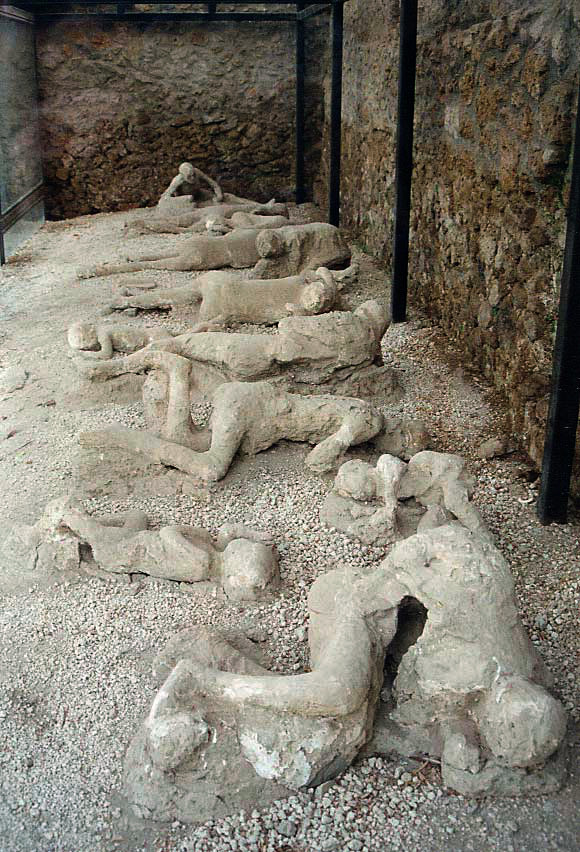
قالب‌های گچی از بدن ساکنان شهر پمپئی که در روز حادثه با بارانی از خاکستر آتشفشان پوشانده شده بود.

### مرگ پلینی بزرگ (پلینی ارشد)
پلینی پدر که فرماندهٔ کشتی‌های رومی و همچنین عمو و پدرخواندهٔ پلینی پسر بود، پس از انفجار، به منظور مطالعهٔ فوران از نزدیک و همچنین تلاش برای نجات بازماندگان، به سمت استابیا حرکت می‌کند. او پس از گذراندن اجباری شب در این شهر، با همراهانش تصمیم به بازگشت به سوی ساحل می‌گیرد، و به دشواری راه خود را از میان باران خاکستر و غبار به ساحل می‌یابد. با این وجود، تلاطم شدید آب دریا در اثر زمین‌لرزه‌های پی‌درپی، مانع از گریز آن‌ها می‌گردد؛ و پلینی پدر سرانجام جان می‌سپارد. بدن او، در ۲۶ اوت که ستون دود و خاکستر اندکی پراکنده شده و پرتوهای نور را از خود عبور می‌دهند، بدون هیچ جراحت خاصی کشف شد.
پلینی پسر در نخستین نامهٔ خویش به تاسیتوس، مرگ عموی خود را بر اثر استنشاق گازهای سمی دانسته است. با این وجود، استابیا در ۱۶ کیلومتری کوه وزوو قرار داشت. به علاوه، همراهان او جان سالم به در بردند. به همین علت، امروزه گمان می‌رود که او در اثر سکتهٔ قلبی یا مغزی جان باخته باشد.

### تخریب شهرهای اطراف

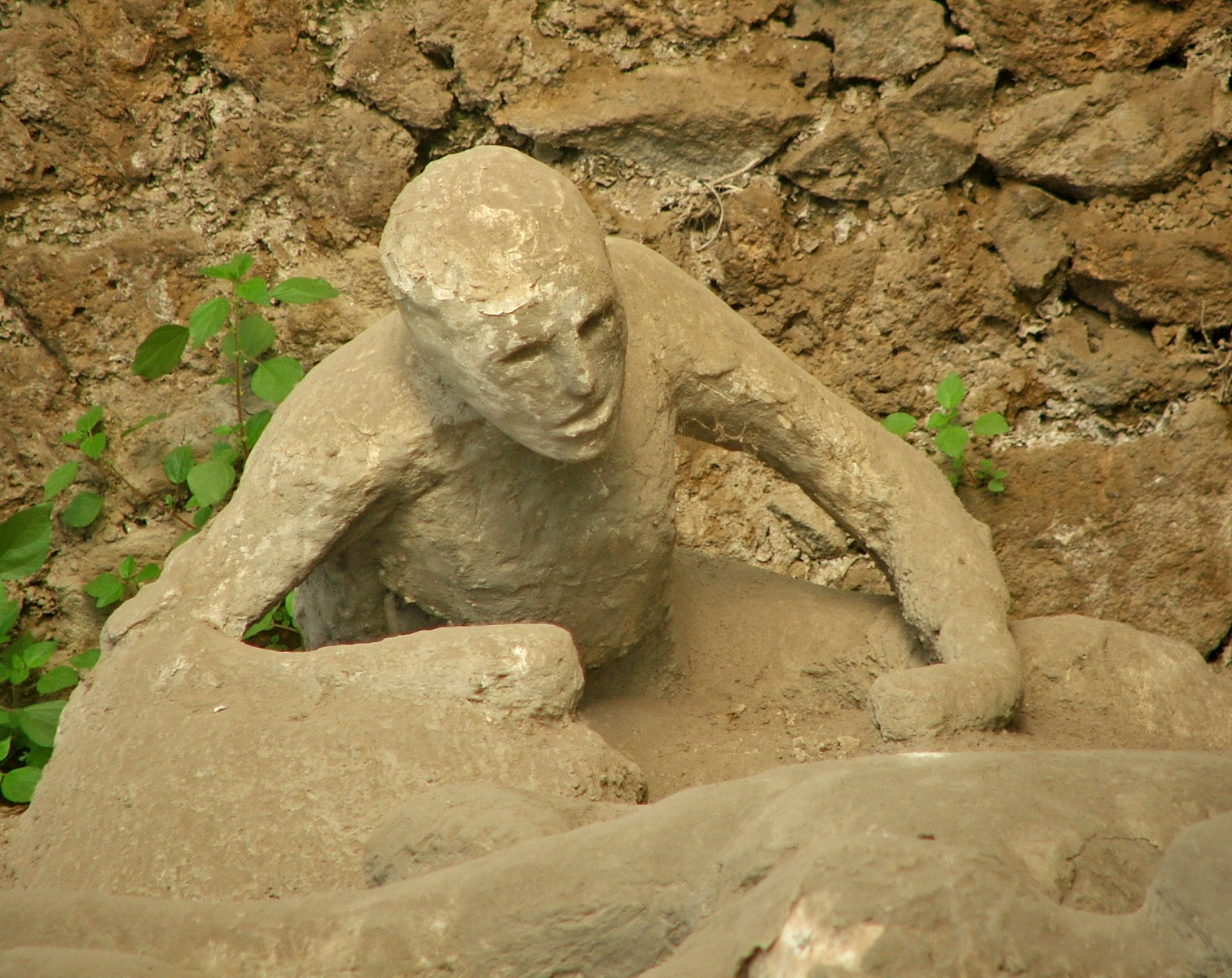
بدن قالب‌گیری شده یکی از قربانیان شهر پمپئی.

فوران روز ۲۴ و ۲۵ اوت سال ۷۹ پس از میلاد موجب مدفون شدن شهرهای پمپیی، هرکولانوم، اوپلونتیس و استابیا زیر لایه‌ای از خاکستر شد. این حادثه حدود ۳۰٬۰۰۰ کشته به همراه داشت.
در کند و کاوهایی که در شهر پمپیی انجام گرفته شده است، حدود ۱٫۱۵۰ جنازه، و در هرکولانوم ۳۵۰ جنازه کشف شده‌است. گمان می‌رود که جمعیت این دو شهر به ترتیب قبل از وقوع این حادثه بین ۱۰٬۰۰۰ تا ۲۵٬۰۰۰ و حدود ۵٬۰۰۰ بوده باشد.
۳۸٪ قربانیان این فوران در پمپیی توسط خاکستر پوشانده شده، که بیش‌تر آن‌ها در خانه‌های خود کشف شده‌اند. گمان می‌رود که آن‌ها در اثر فروریزش سقف‌ها کشته شده‌اند. ۶۲٪ آنان نیز در اثر بهمن‌های داغ غبار و گاز، استنشاق خاکستر و ریزش تکه‌های ریز و درشت سنگ از آسمان جان باختند. برخلاف جنازه‌هایی که در هرکولانوم کشف شده‌اند، معاینهٔ اسکلت‌ها و لباس‌ها نشان می‌دهند که احتمال این که ساکنین شهر پمپئی در اثر دماهای بالا مرده باشند بسیار کم است.

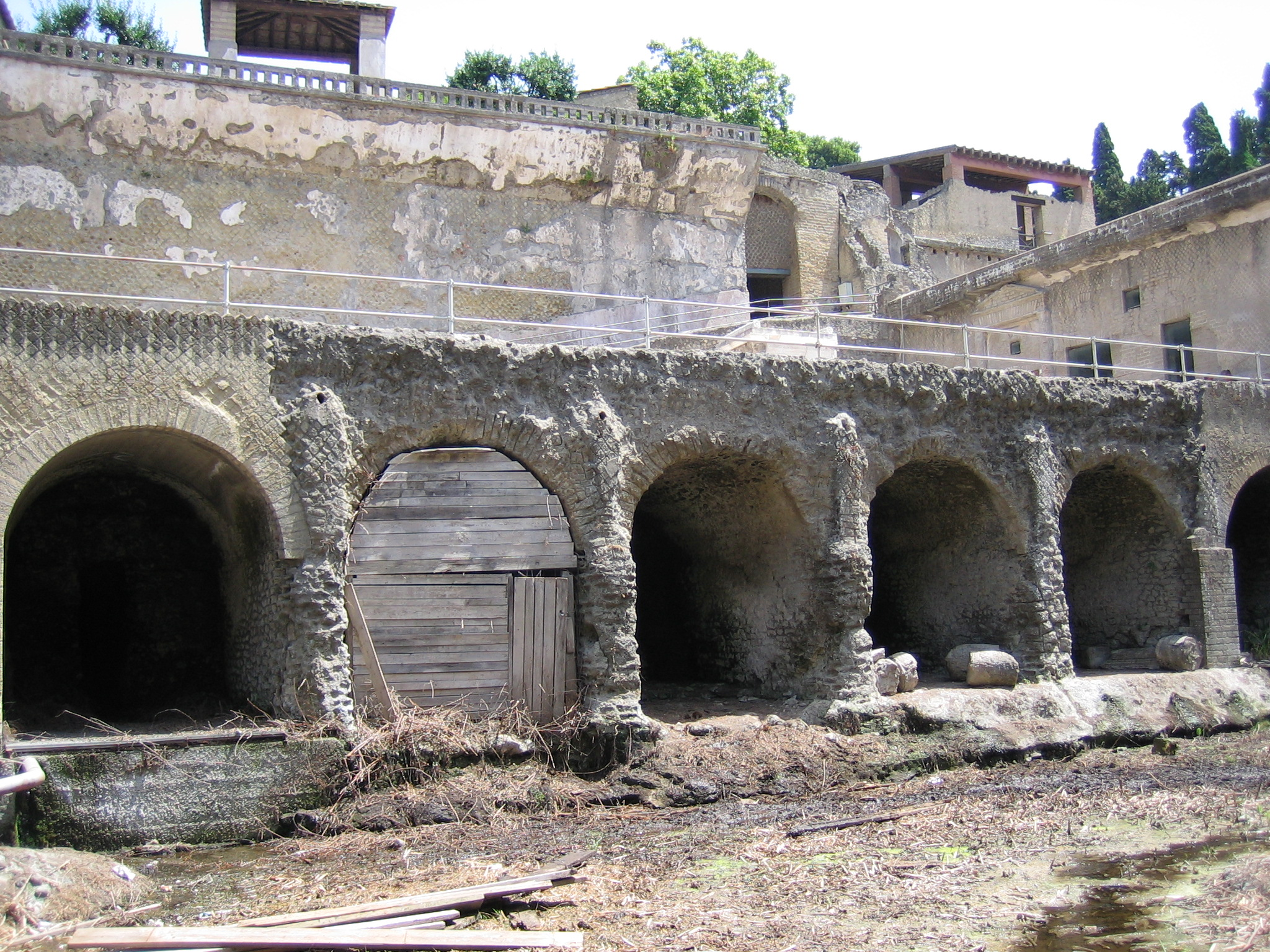
محل نگاهداری قایق‌ها در شهر هرکولانوم. تعداد زیادی اسکلت انسان در این قسمت شهر کشف شده‌اند.

در مقابل، با وجود این که هرکولانوم فاصلهٔ کمتری نسبت به دهانهٔ آتشفشان داشت، به علت وزش باد از ریزش تکه‌های سنگ و خاکستر در امان ماند. لیکن بهمنی بسیار داغ و با ارتفاع ۲۳ متر این شهر را در بر گرفت. اسکلت‌های زیادی که در زیر دروازه‌ها یافته شده‌اند، و همچنین کشف چوب‌های کربنیزه شده در ساختمان‌ها این احتمال را نشان می‌دهند که اغلب مردم این شهر بر اثر دماهای بسیار بالا جان باخته باشند.
پس از فوران سال ۷۹، شهرهای پمپئی و هرکولانوم بازسازی نشدند، هرچند بازماندگان و همچنین دزدان برای نجات زخمیان و بردن برخی اشیاء تلاش کردند. سپس این شهرها به فراموشی سپرده شدند، تا این که در قرن هجدهم به‌طور کاملاً اتفاقی دوباره کشف شدند.

## سایر فوران‌ها

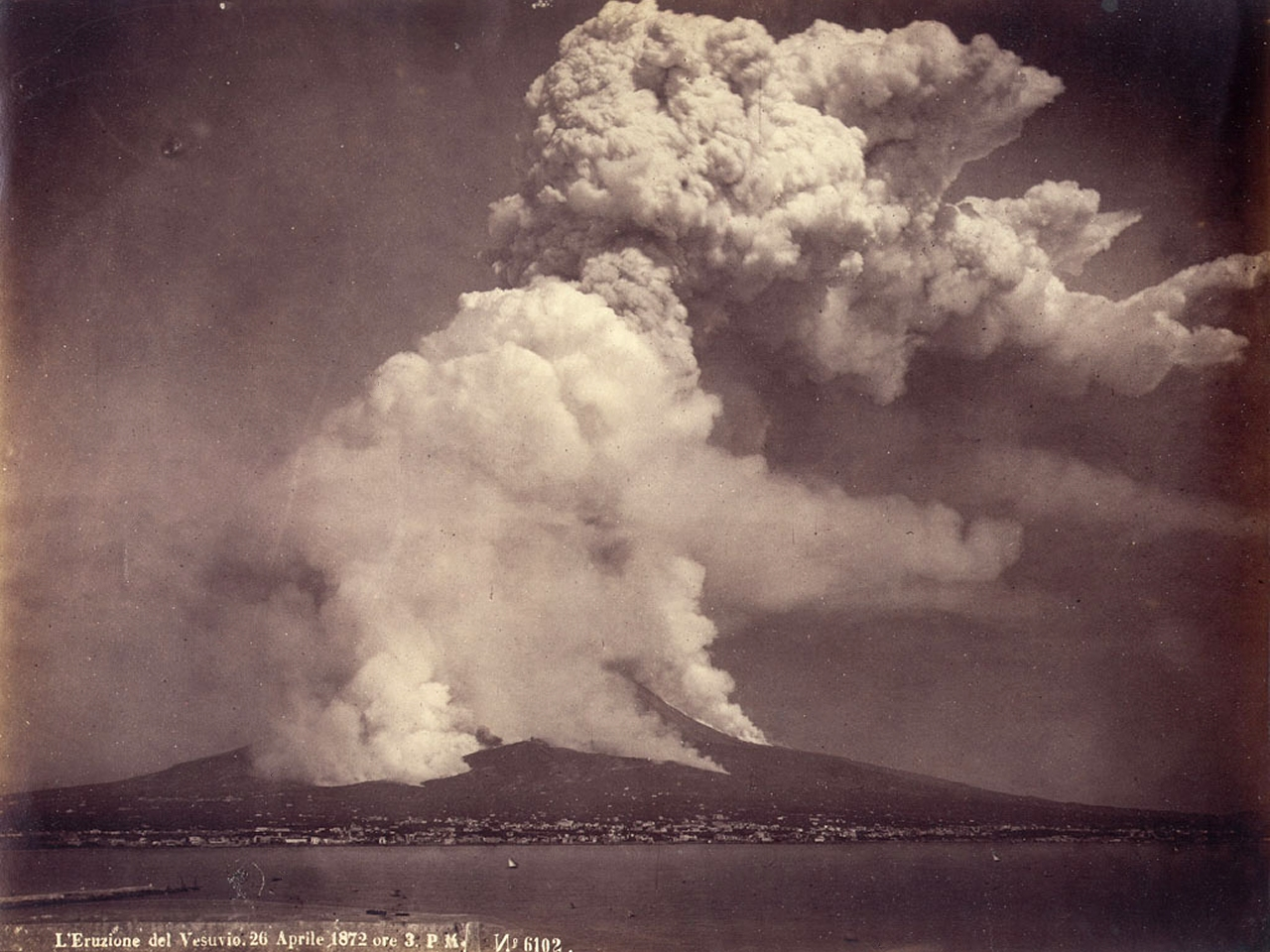
فوران وزوو در آوریل سال ۱۸۷۲.

از سال ۷۹ میلادی تا کنون، وزوو بیش از ۳۰ فوران داشته‌است. این آتشفشان در اواخر قرن سیزدهم به مدت چند صد سال غیرفعال بود، تا این که دوباره در سال ۱۶۳۱ بیدار شده و وارد یک مرحلهٔ جدید همراه با انفجارهایی بسیار شدید و مخرب گشت. فوران سال ۱۹۰۶ موجب مرگ بیش از ۱۰۰ نفر گشت، و بیش‌ترین مقدار گدازه‌ای که تاکنون برای وزوو ثبت شده بود به بیرون فرستاد. آخرین فوران این آتشفشان در سال ۱۹۴۴ بوده‌است، که موجب تخریب ۴ دهکده و ۸۸ هواپیمای جنگی شد.